# Capella de Sant Climent del Flaquer
Capella de Sant Climent del Flaquer és un edifici religiós del municipi de Sant Feliu de Codines (Vallès Oriental) inclòs en l'Inventari del Patrimoni Arquitectònic de Catalunya.

## Descripció
Edifici de planta rectangular i absis circular amb arcuacions llombardes adossades i arrebossades. El mateix tractament té el capcer de la façana, que està coronada per un campanar d'espadanya amb dos vuits. Portalada i finestra amb arc de mig punt que, com les arcuacions llombardes, imiten elements romànics. Zona rural rodejada de bosc i camps de conreu, al vessant de ponent del Turó de Puiggrós, a prop del Flaquer.

## Història
La primera cita relativa a aquesta capella la trobem en el «Libro de Visita» de l'any 1508. Estava situada en el Mas Flaquer, tal com es diu en els goigs que es canten en el dia del Sant tirular: També assí en lo Mas Flaquer teniu vos santa capella... Es troba al costat de la capella antiga documentada des del segle xv. Els marquesos de Dou, propietaris de la capella, la feren reedificar l'any 1776.